# Acalypha radinostachya
Acalypha radinostachya é uma espécie de flor do gênero Acalypha, pertencente à família Euphorbiaceae.